# Canon EOS 400D
Máy ảnh Canon EOS 400D ở châu Âu, châu Á hay còn gọi là Digital Rebel XTi ở Bắc Mỹ và EOS Kiss Digital X ở Nhật Bản  
là một máy ảnh kỹ thuật số và là một máy ảnh SLR (máy ảnh kỹ thuật số ống kính đơn phản xạ). Máy ảnh này được Canon giới thiệu lần đầu tiên vào ngày 24 tháng 8 năm 2006 .
Máy ảnh này là sự kế thừa của dòng máy Canon EOS 350D Kit phổ biến, được cải tạo, nâng cấp cảm biến CMOS lên đến 10,1 megapixel, có khả năng chụp liên tục hơn và máy được tích hợp hệ thống rung tự làm sạch cảm biến (công nghệ này lần đầu tiên sử dụng trong một máy ảnh Canon EOS DSLR). Máy được nâng cấp với hệ thống lấy nét tự động với 9 điểm tương tự dòng máy EOS 30D và một màn hình 2,5 inch (64mm) với độ phân giải 230.000 pixel.

## Ảnh chụp bởi Canon EOS 400D

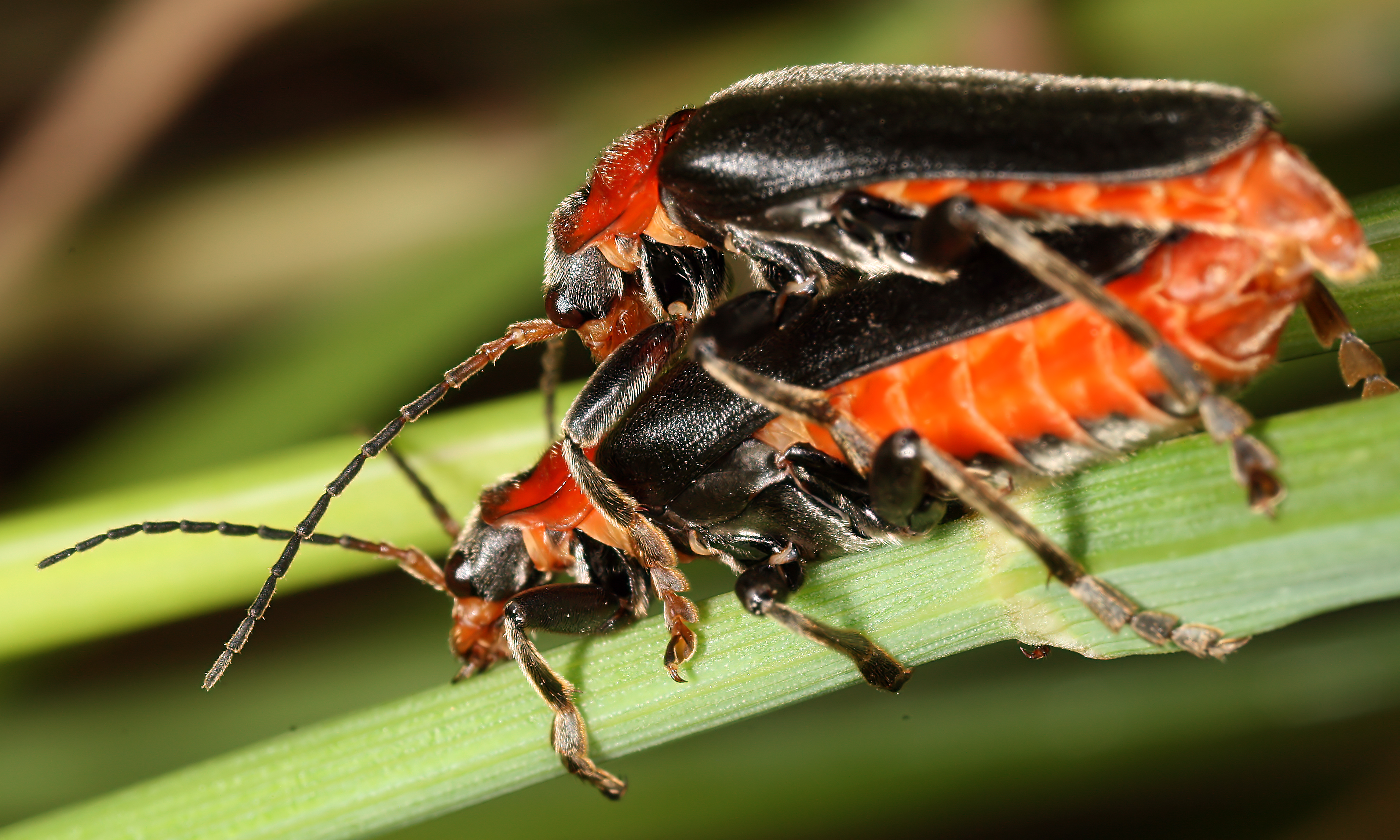
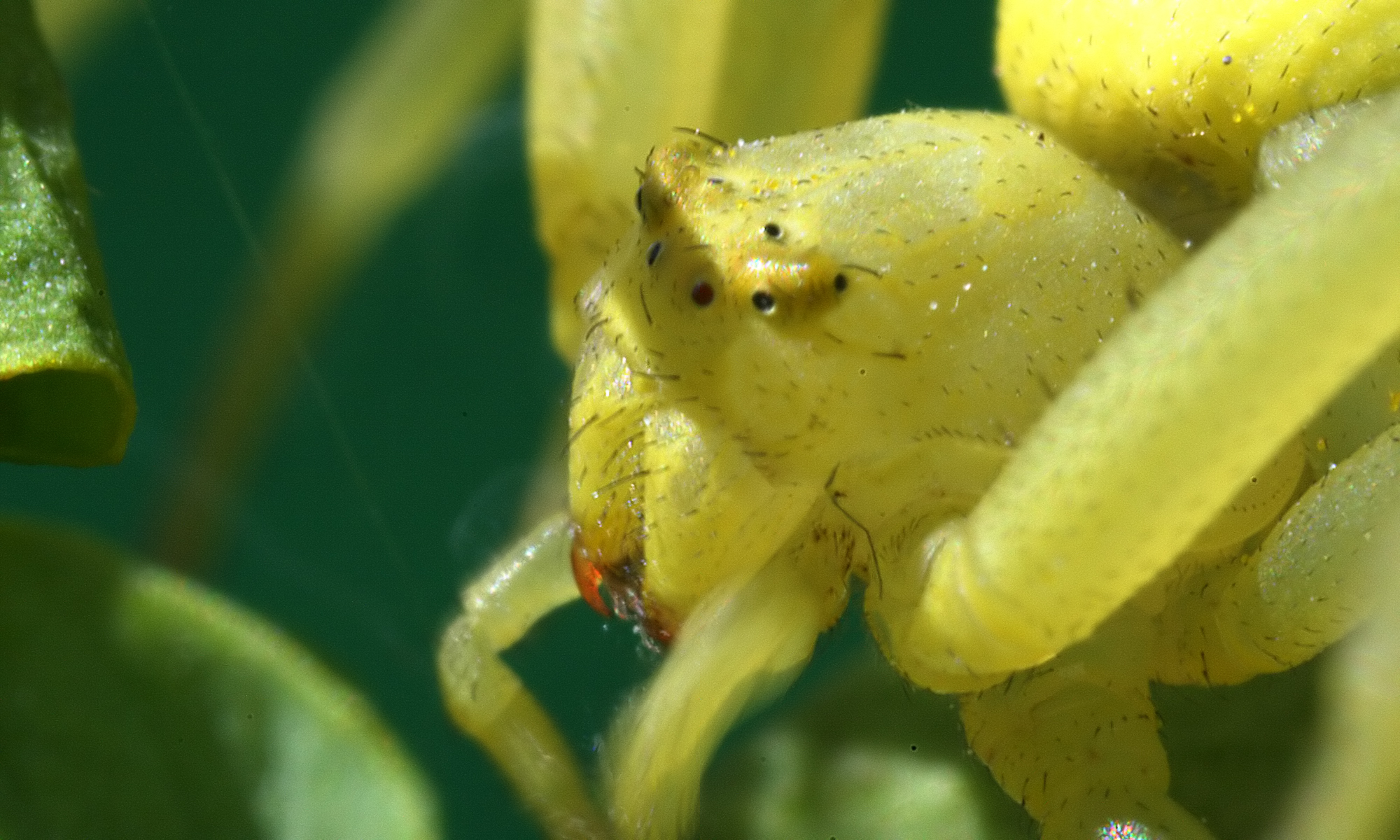
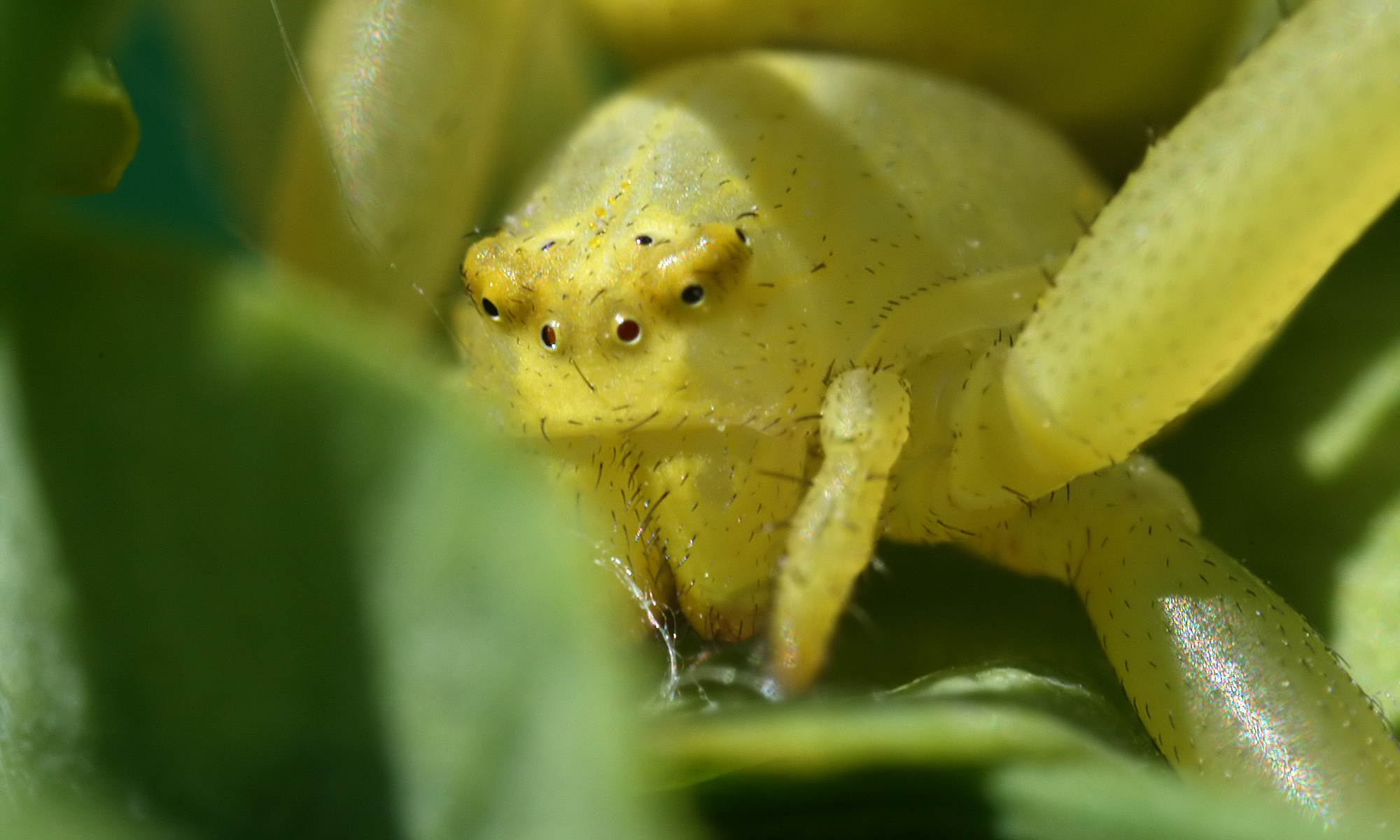

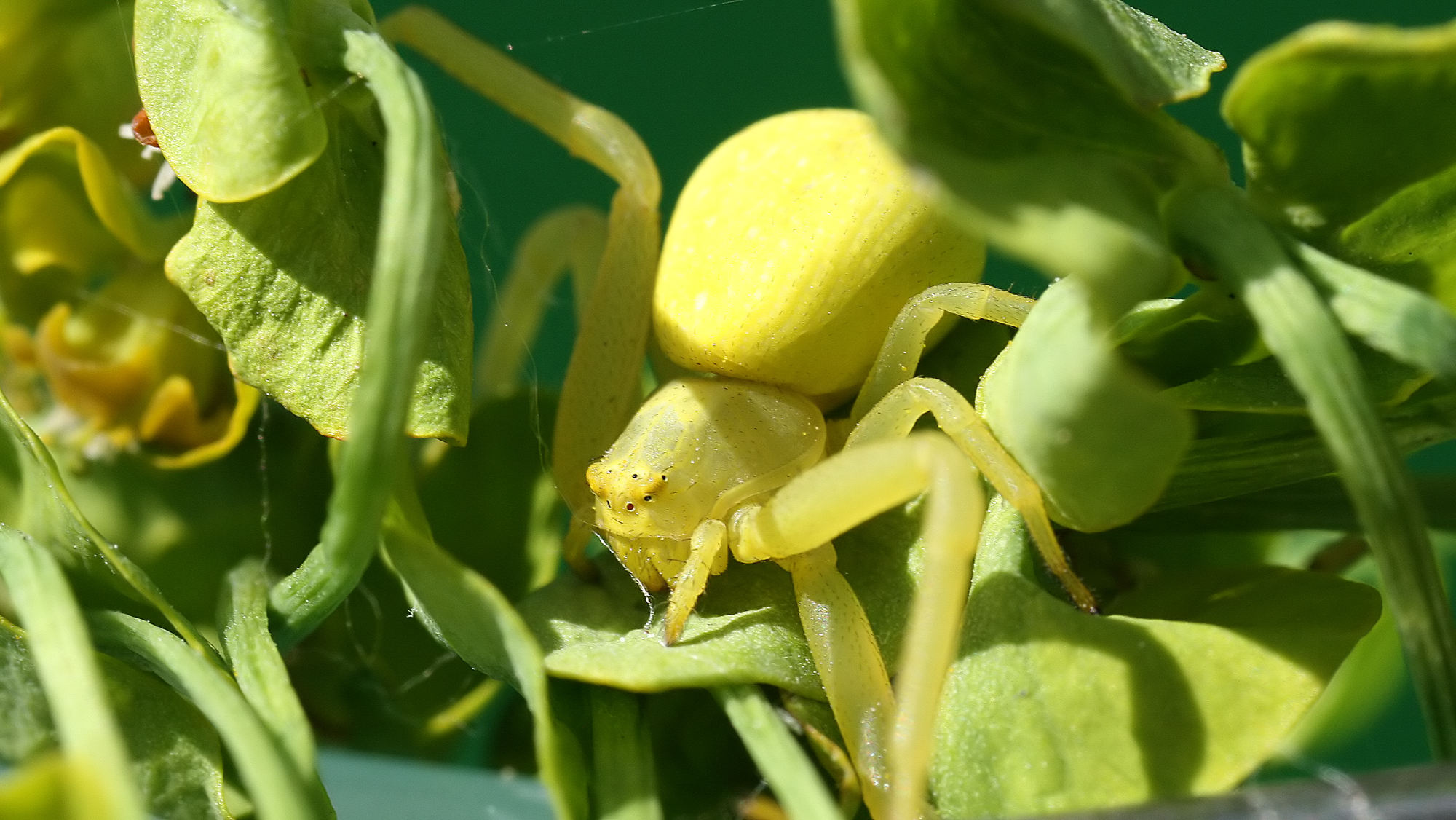
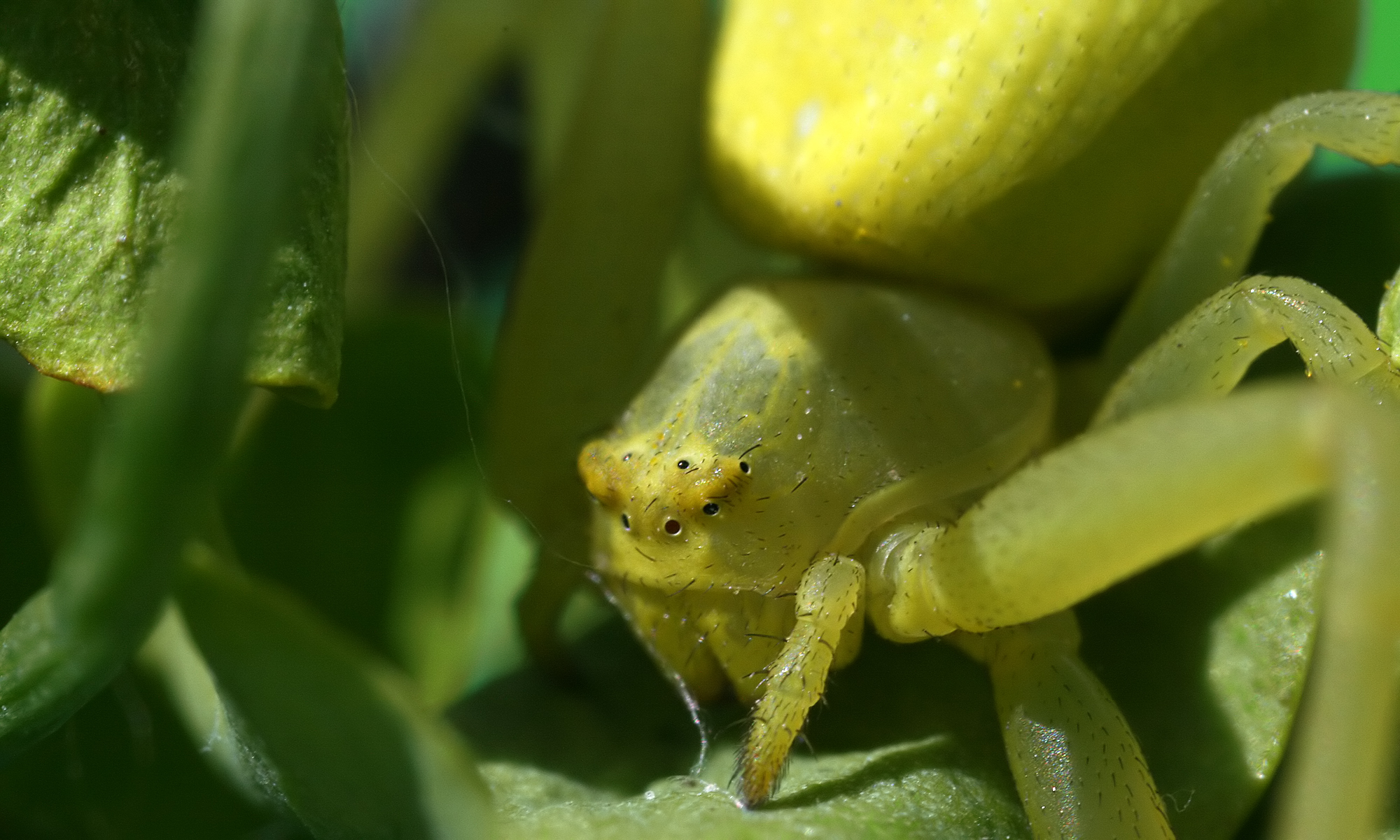
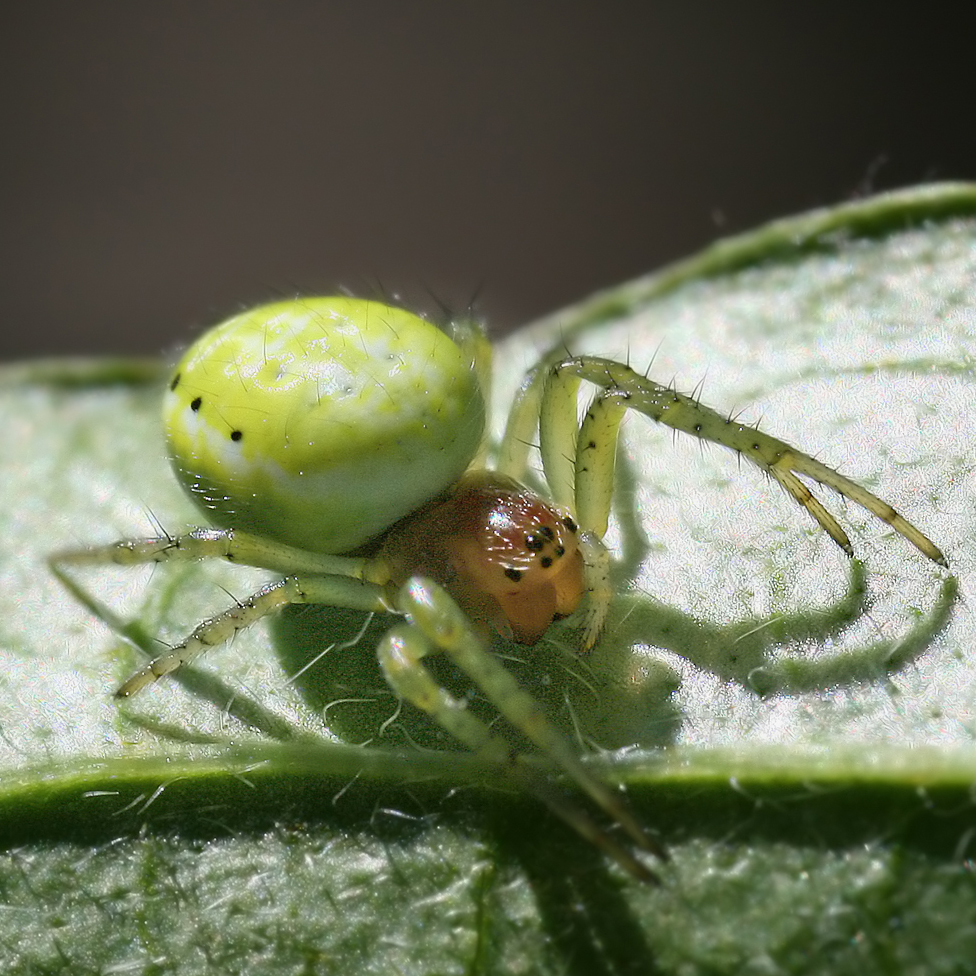

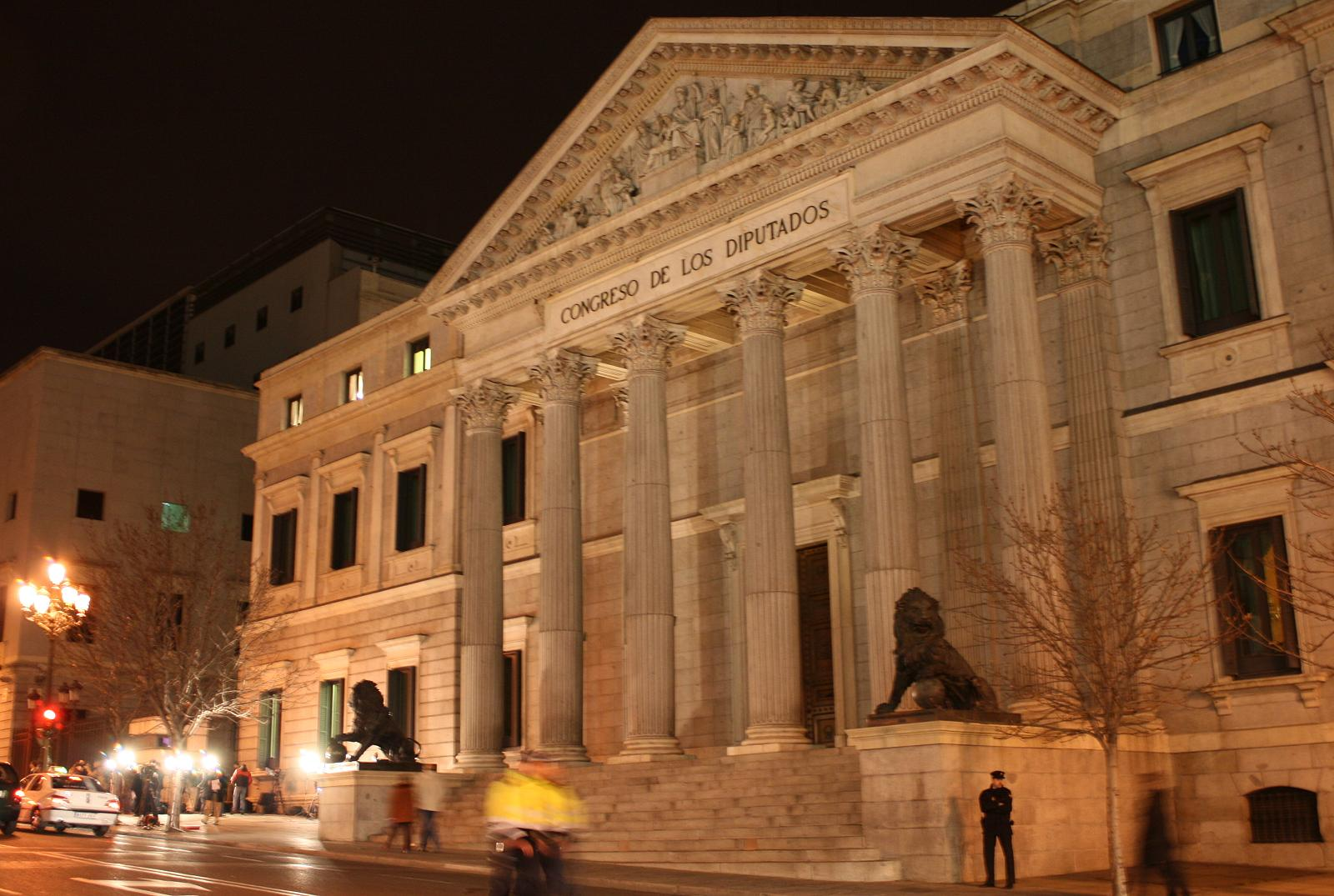
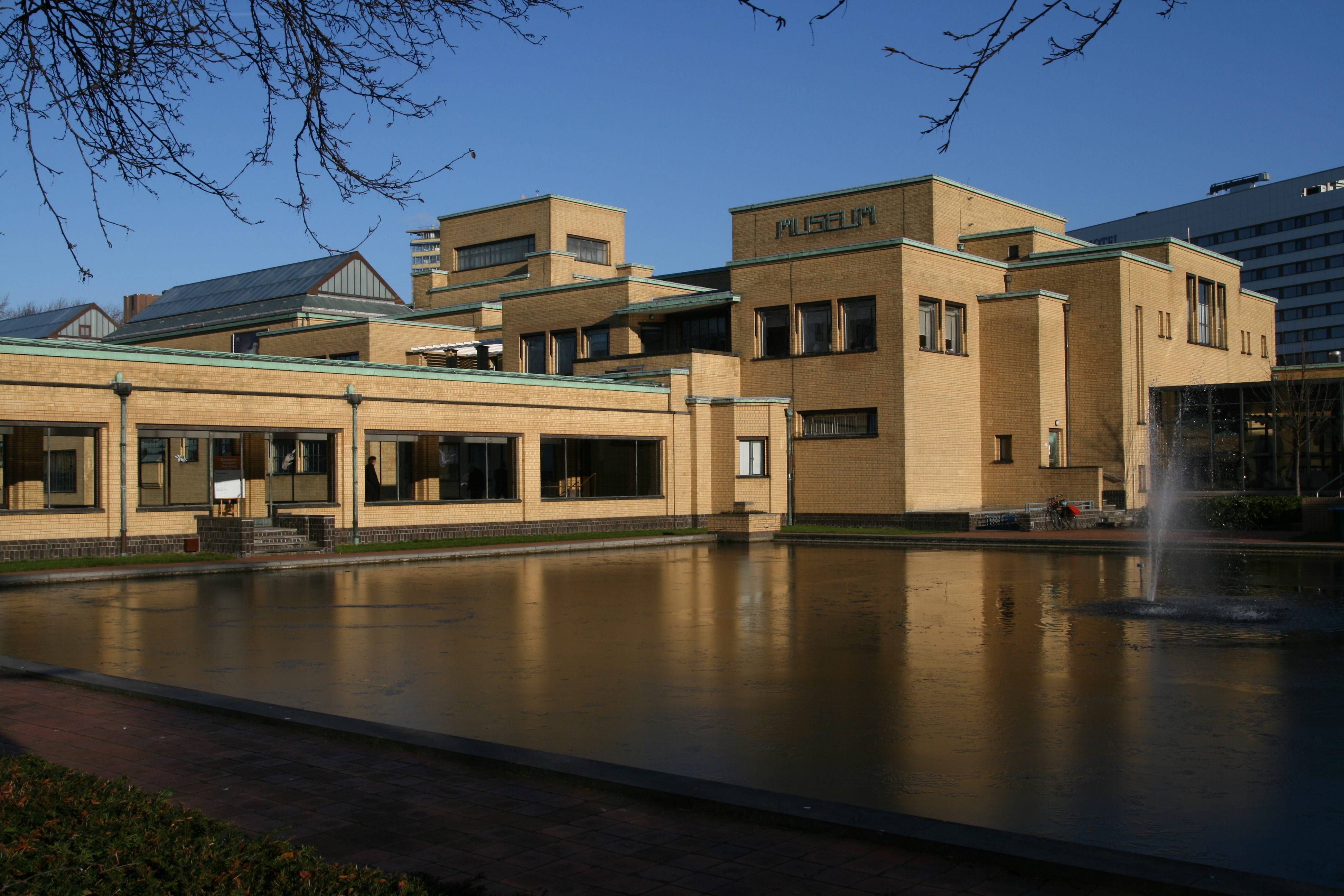
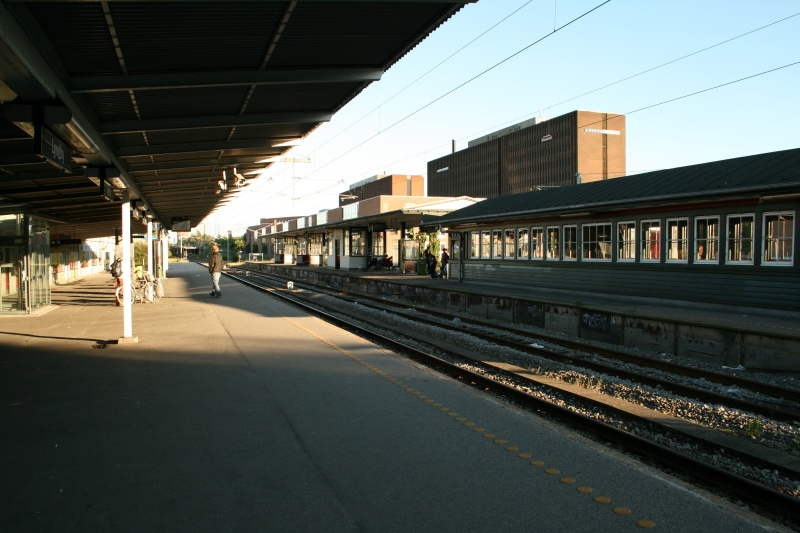

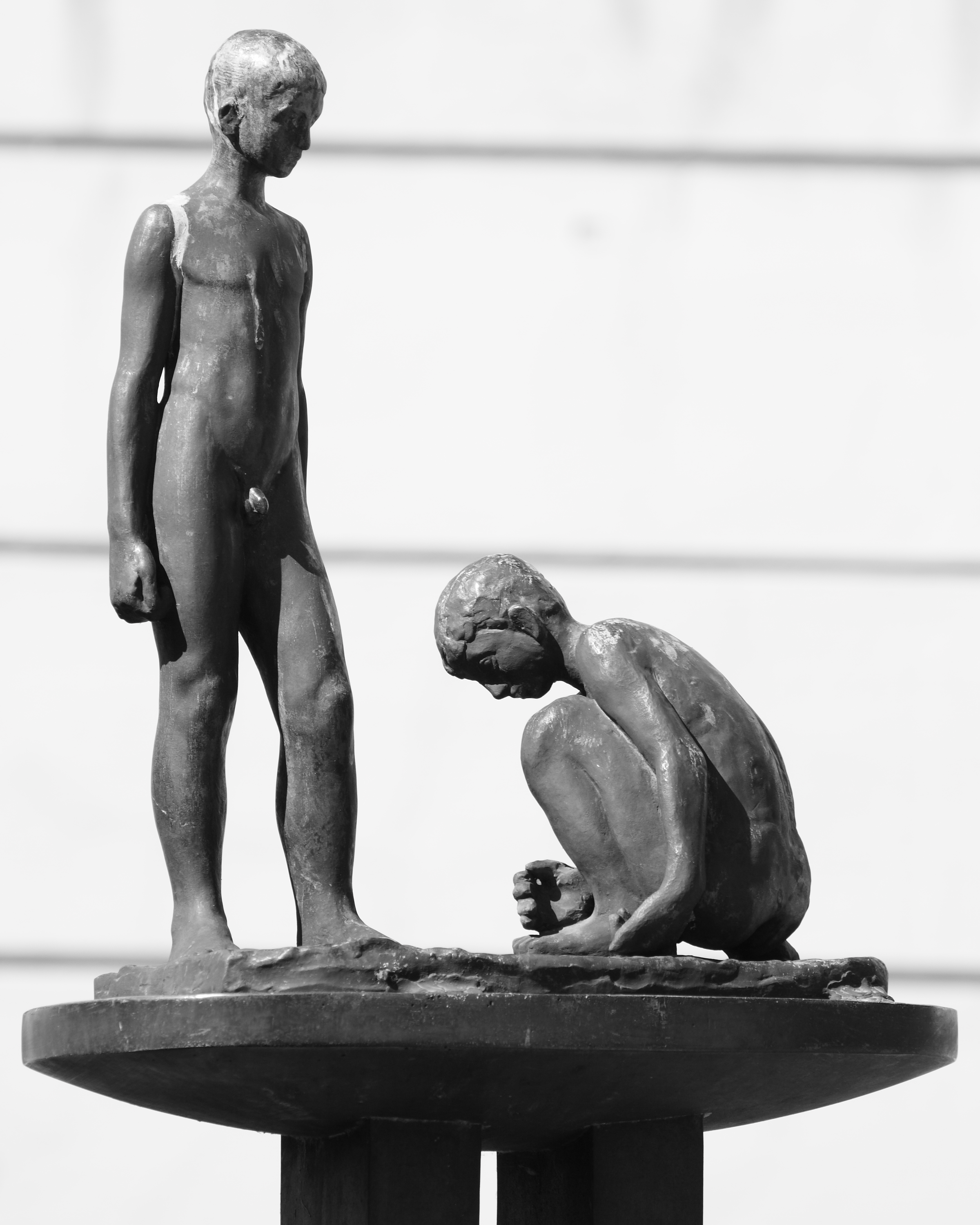
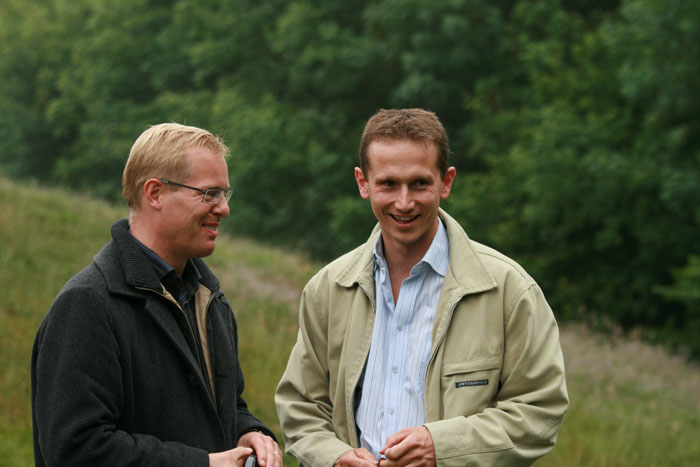
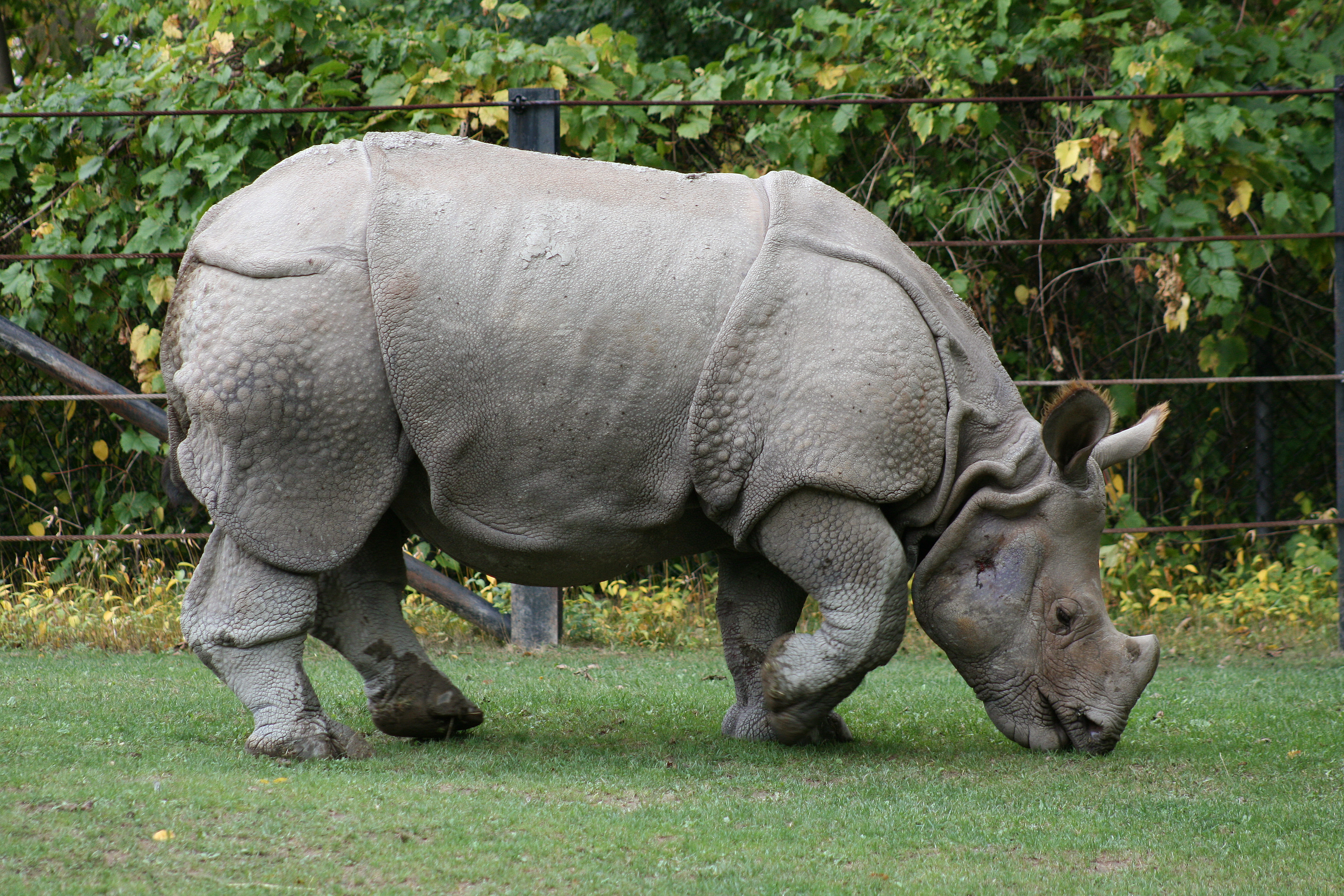

- Ảnh Macro

- Ảnh phong cảnh

- Ảnh chân dung

## Thông số kỹ thuật
Thông tin chung
- Hãng sản xuất:Canon Company
- Độ lớn màn hình LCD:	2.5 inch
- Màu sắc:	Đen hoặc bạc
- Trọng lượng Camera:	550g
- Kích cỡ máy (Dimensions):	127 x 94 x 65 mm
- Loại thẻ nhớ:	• CompactFlash I (CF-I) hoặc CompactFlash II (CF-II)
- Loại máy ảnh:	SLR-like
- Tốc độ chụp: 1/4000- 30 giây.
- Hệ màu: sRGB, Adobe RGB

Cảm biến hình ảnh
- Bộ cảm biến hình ảnh (Image Sensor):	22.2 x 14.8 mmCMOS
- Số điểm ảnh hiệu dụng (Megapixel):	10.5 Megapixel
- Độ nhạy sáng (ISO):	100, 200, 400, 800, 1600
- Độ phân giải ảnh lớn nhất:	3888 x 2592

Thông tin về ống kính bán kèm (lens kit)
- Tên ống kính: Lens Canon EF-S 18-55mm f/3.5-5.6
- Độ dài tiêu cự: 18-55mm
- Khẩu độ tối đa: f/3.5-5.6
- Góc ống kính:	75° 20' - 27° 50'
- Lấy nét tay:	có. Lấy nét tự động: có

Ống kính tương
- Canon EF-S lens mount
- Canon EF lens mount
- Và một số ống kính hãng khác dành cho Cannon (lens for Canon)

Thông số khác
- Định dạng File ảnh:	JPG; RAW
- Chuẩn giao tiếp: USB. Video Out (NTSC/PAL)
- Loại pin sử dụng: Canon 720mAh Li-Ion & Charger

In ấn
- Có thể in bằng máy in PictBridge, máy in trực tiếp CP, máy in phun trực tiếp Bubble Jet tương thích với các ảnh định dạng JPEG (có thể in DPOF).

Môi trường vận hành
- Phạm vi nhiệt độ làm việc:0 °C - 40 °C / 32 °F - 104 °F
- Độ ẩm khi làm việc: 85% hoặc thấp hơn

Gói sản phẩm
- Bộ hướng dẫn:	CD Driver, phần mềm Digital Photo Professional, sách hướng dẫn
- Cable kèm theo:cable USB, cable TV out, cable audio out

## Một số ống kính tương thích

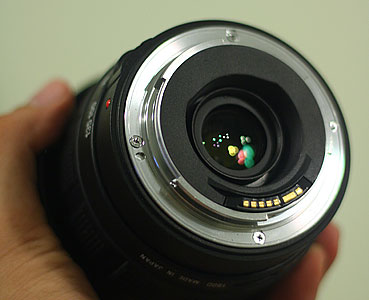
Ngàm ống kính EF
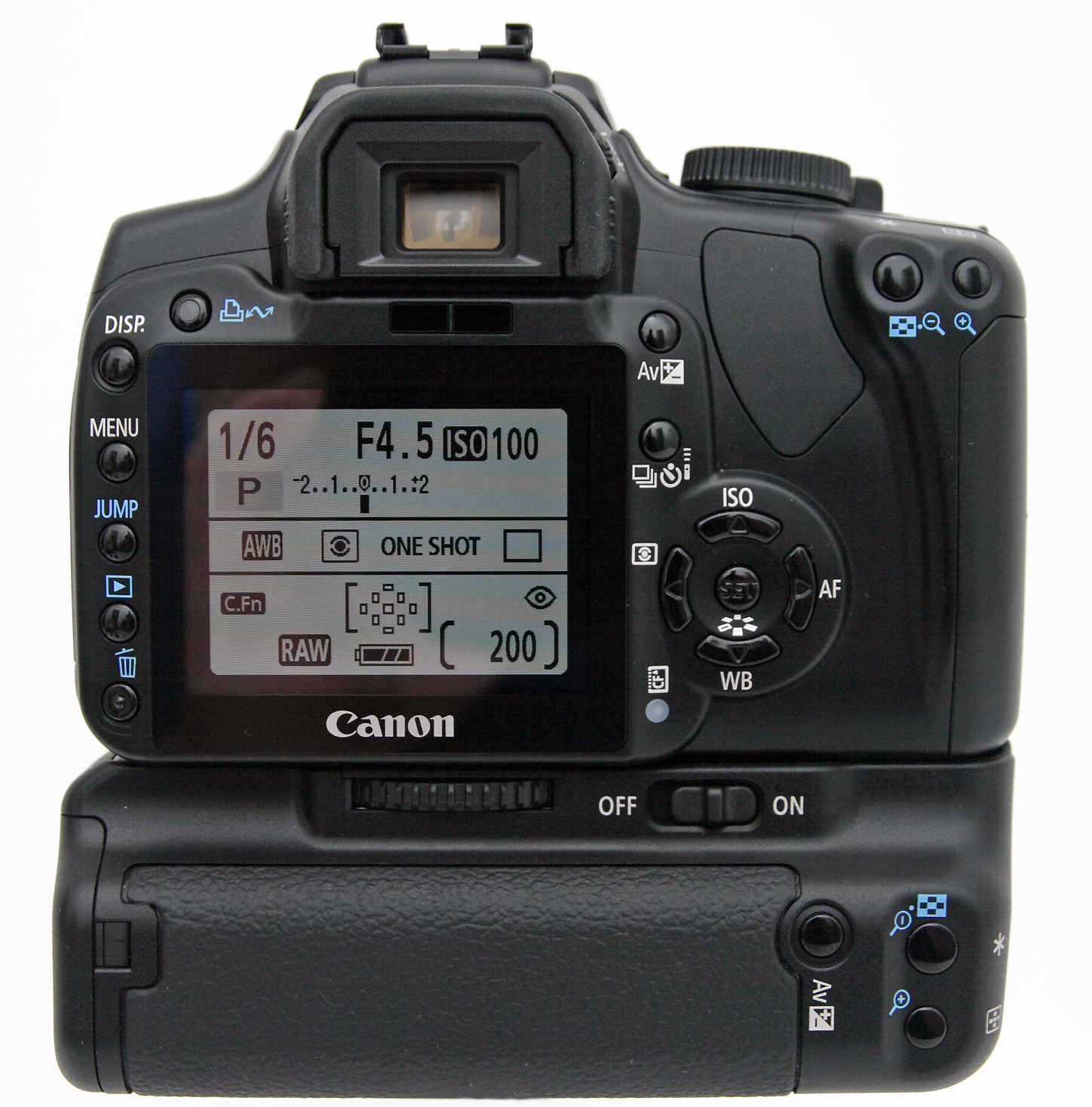
Canon 400D nhìn từ sau
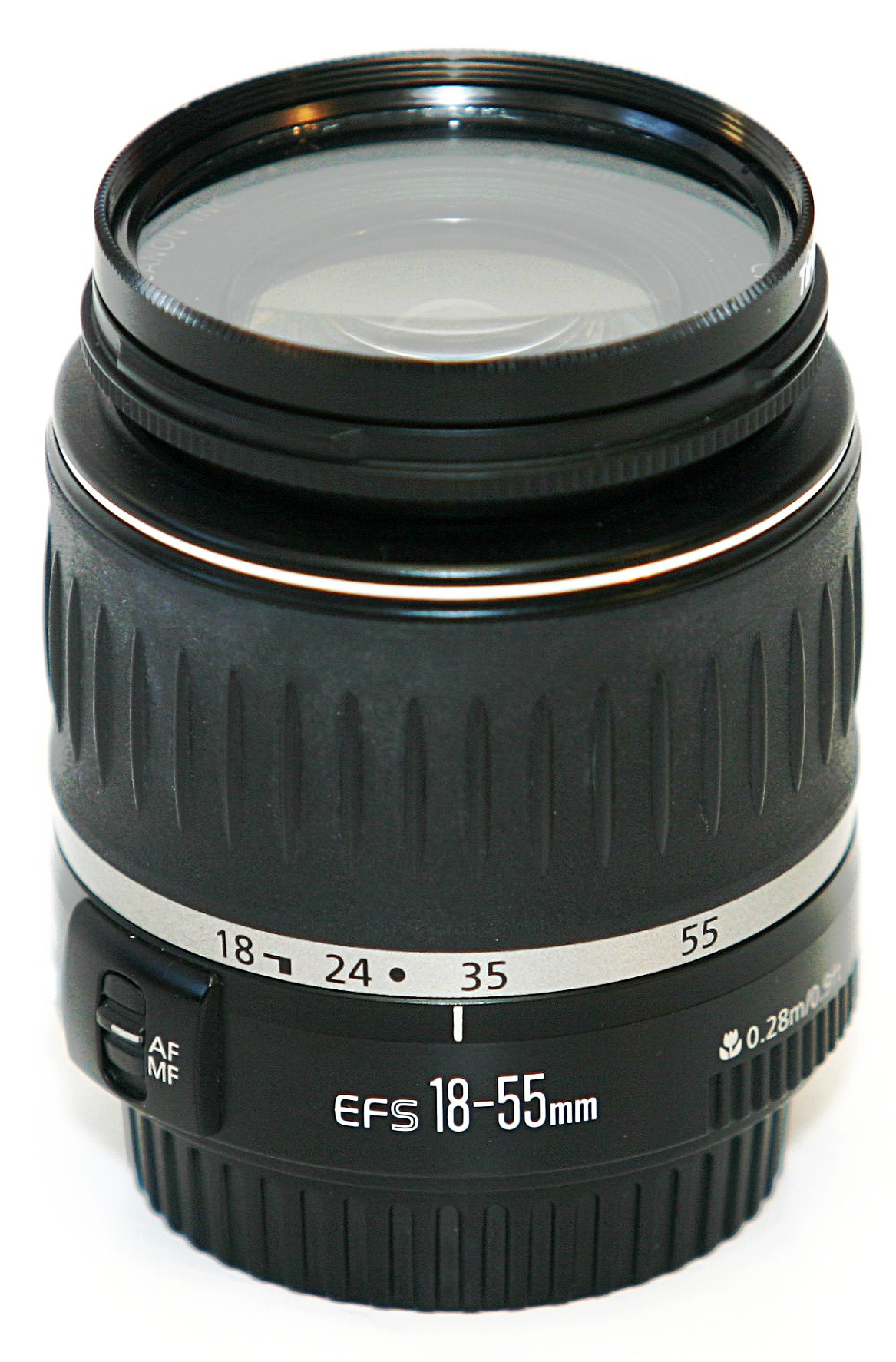
Ống kính EF-S 18-55mm bán kèm theo máy
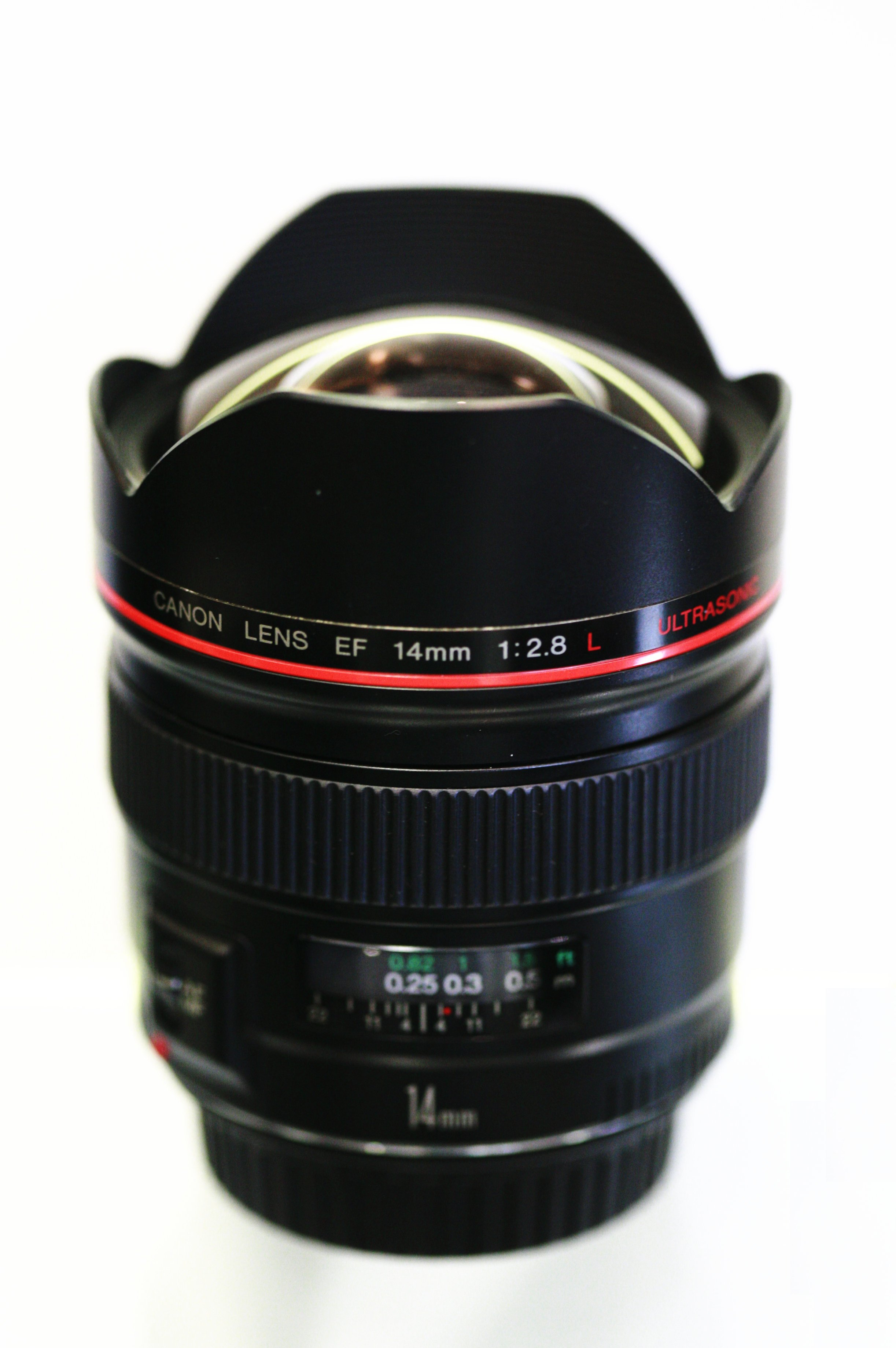
14mm F2.8 L lens
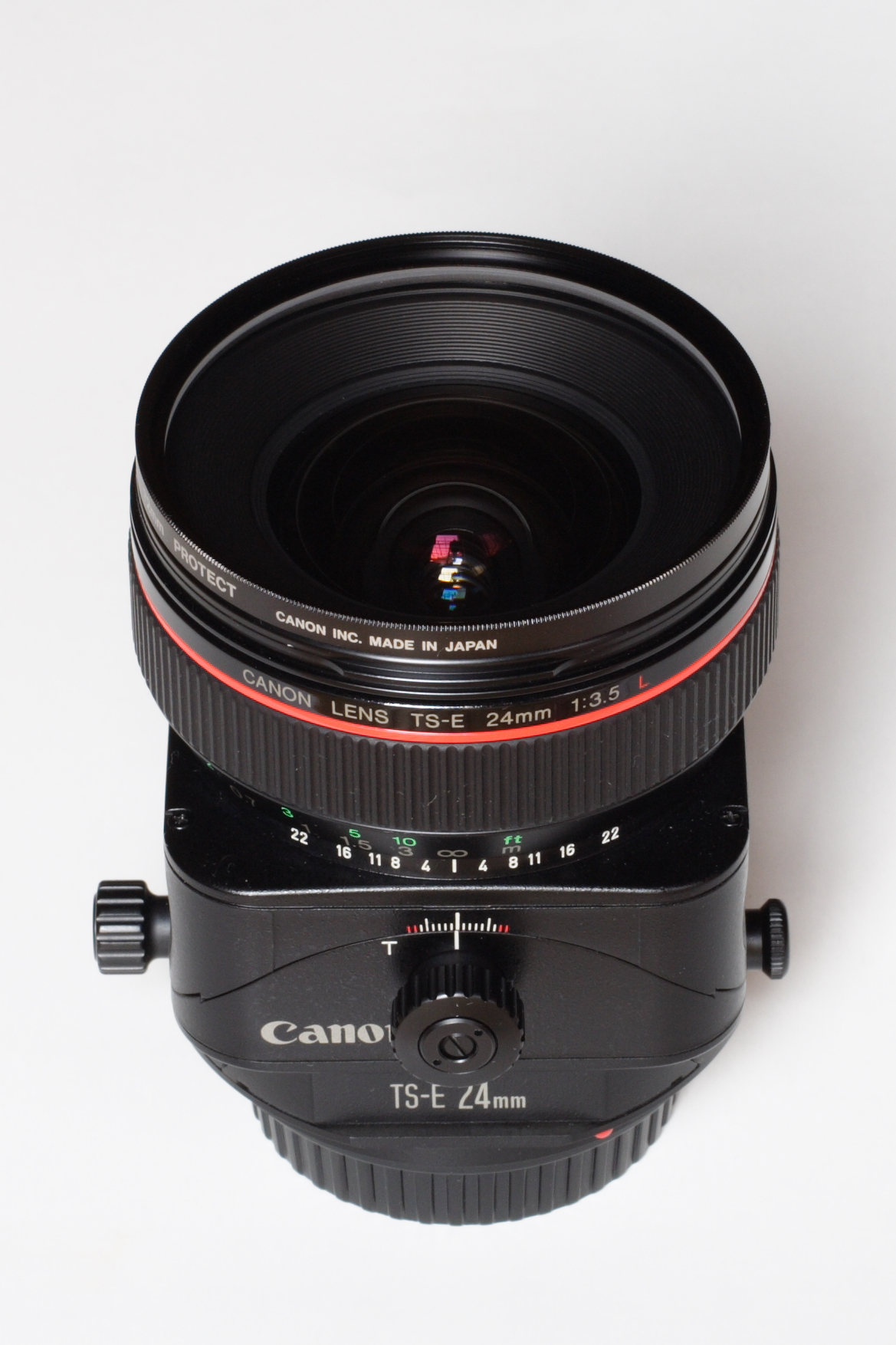
TS-E 24mm f/3.5L lens
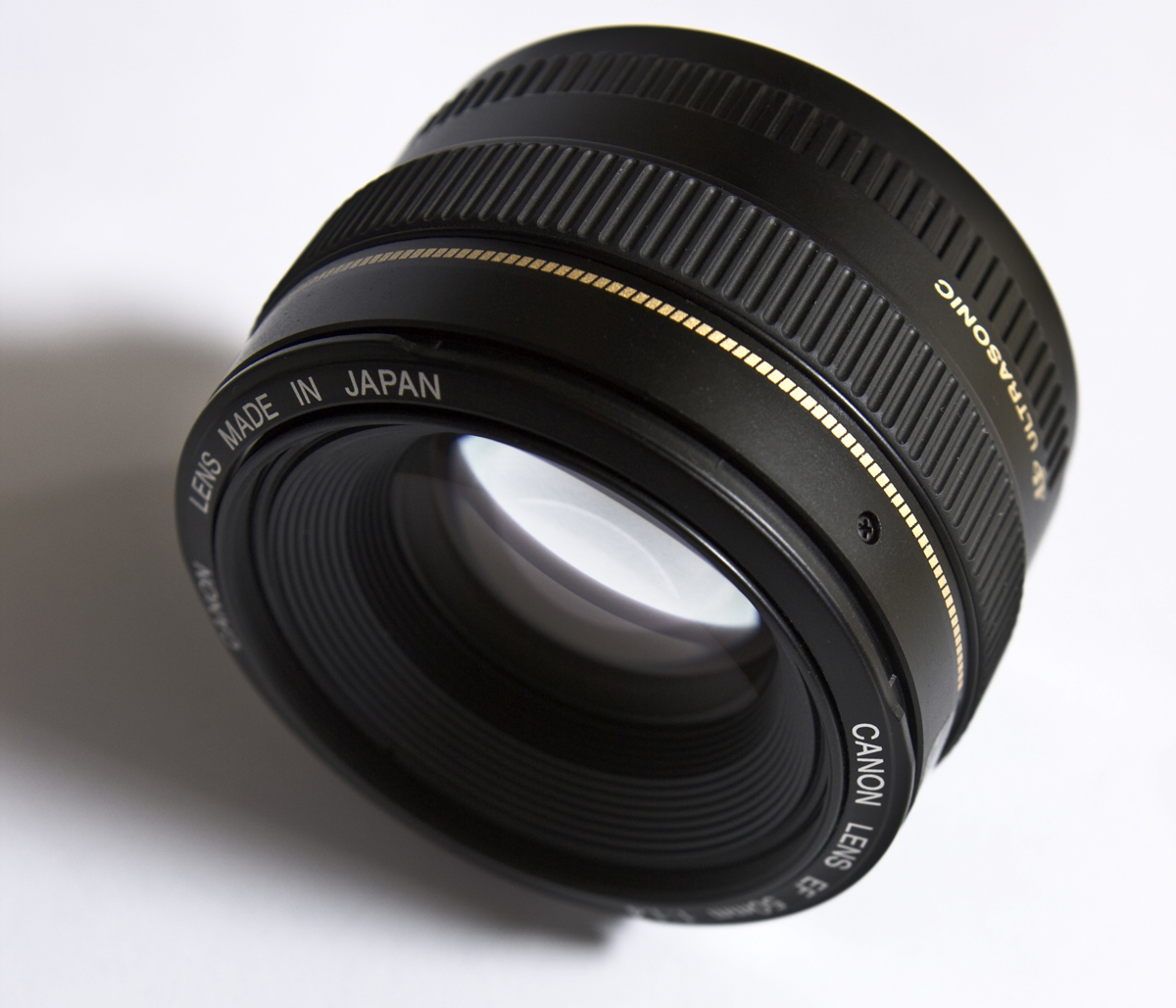
50mm F1.4 lens
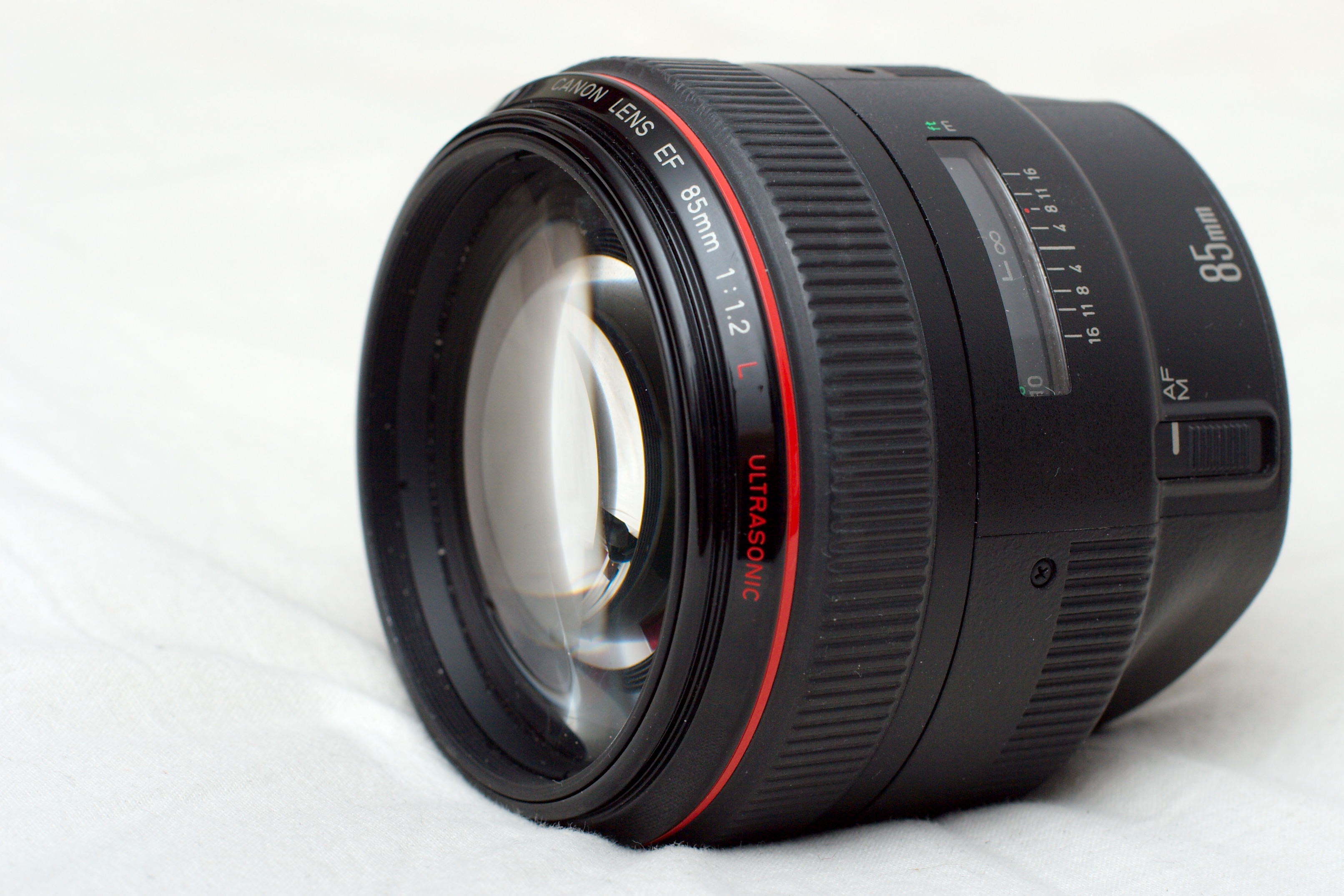
85mm F1.2 L lens
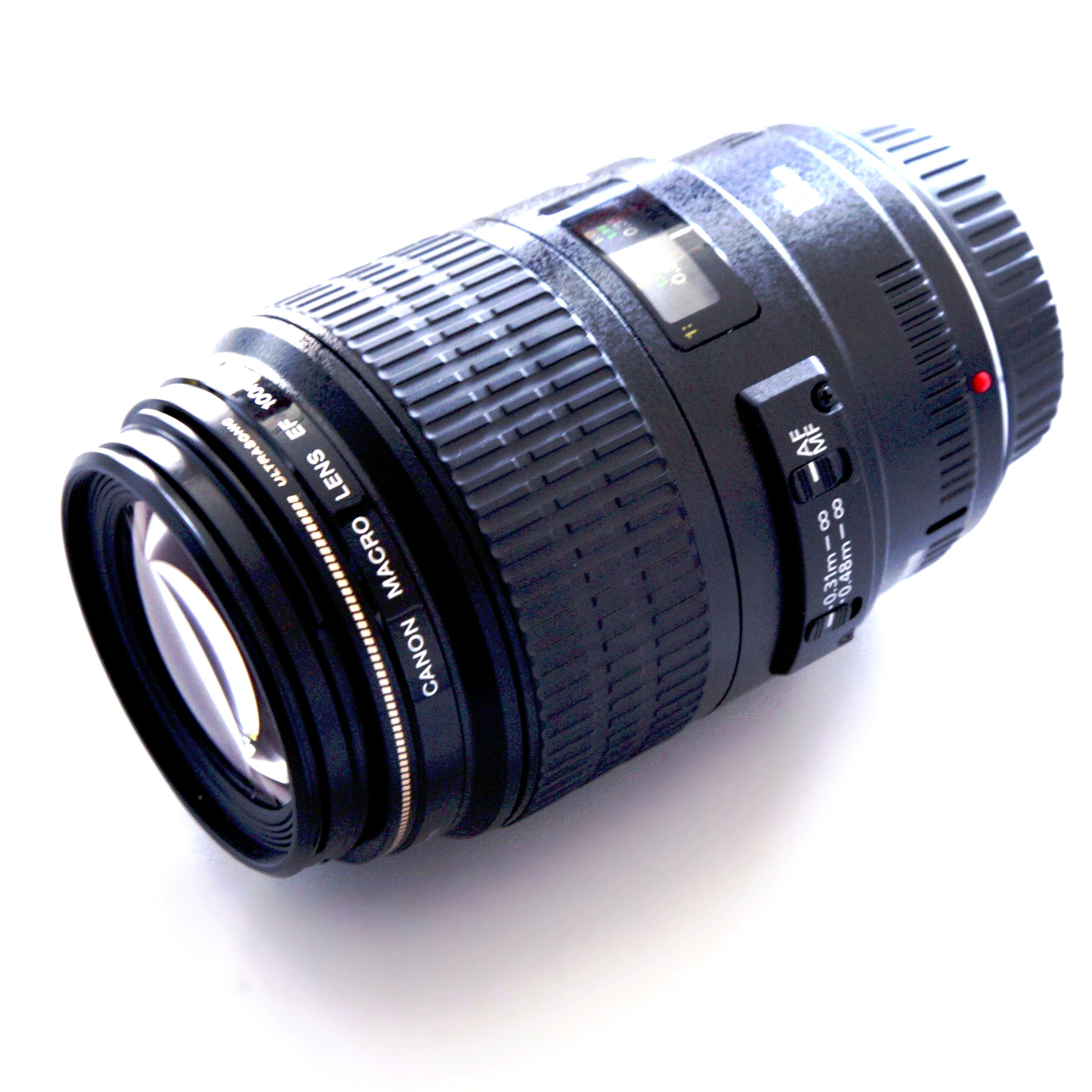
100mm F2.8 macro lens
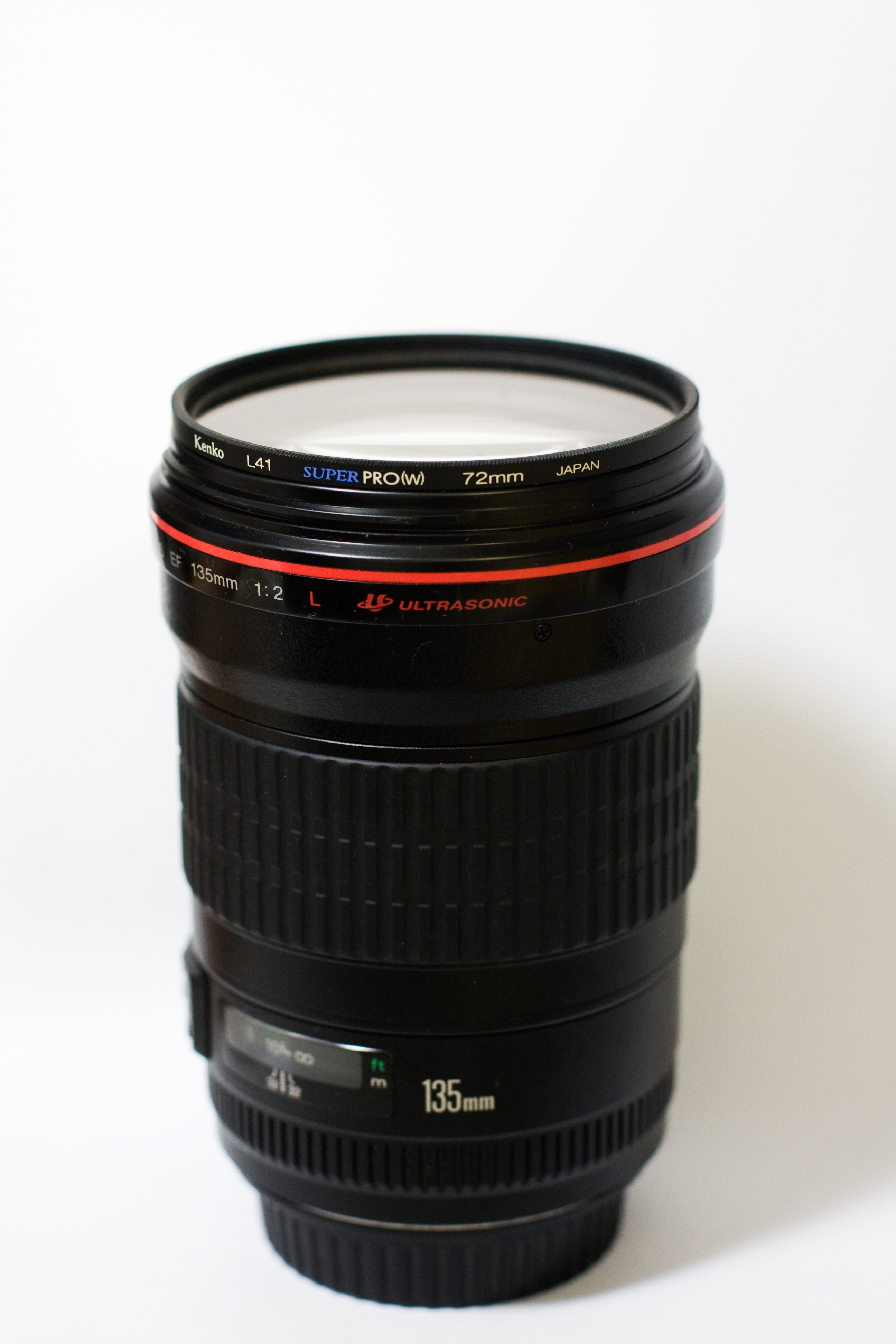
135mm F2 L lens
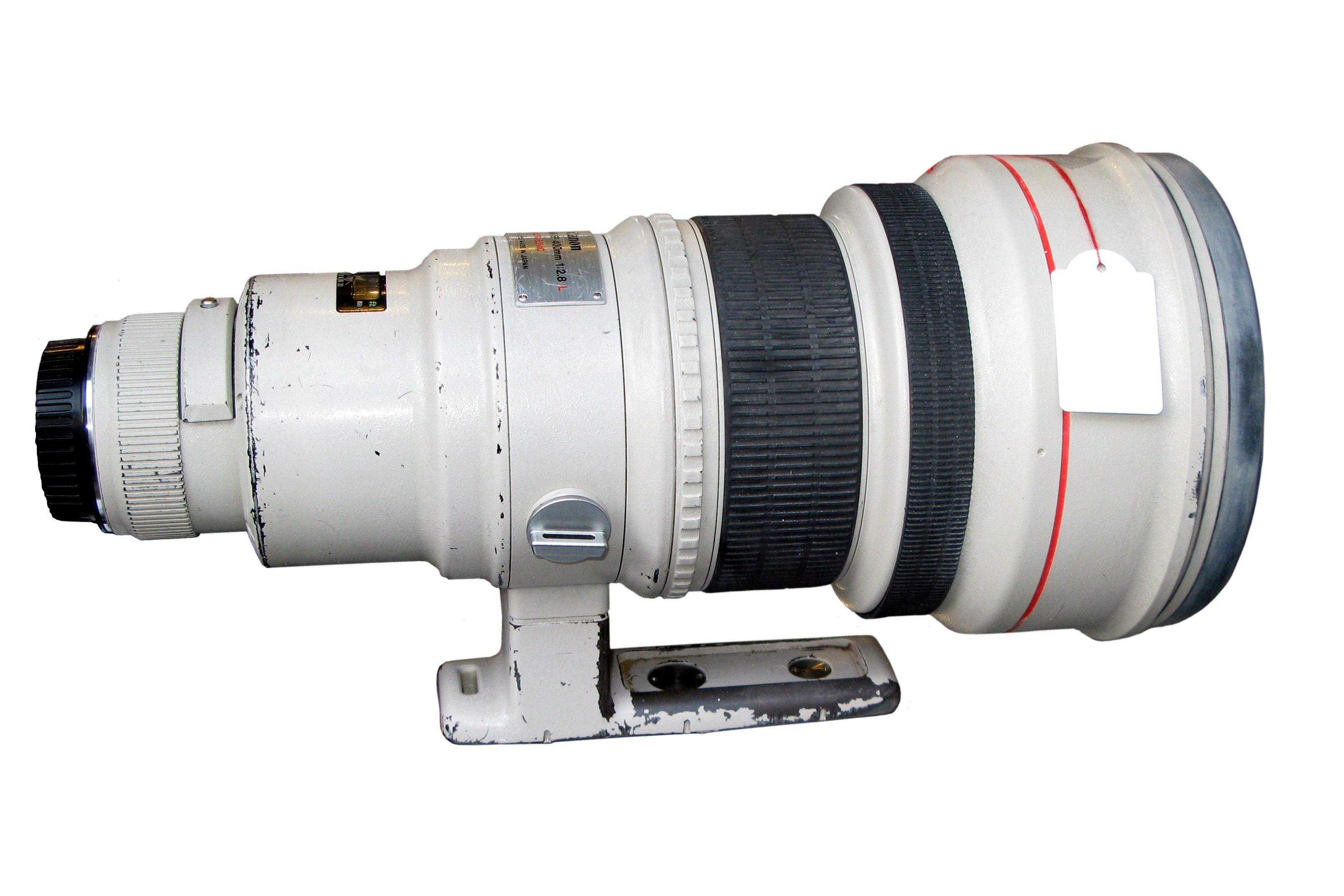
Canon EF 400mm lens
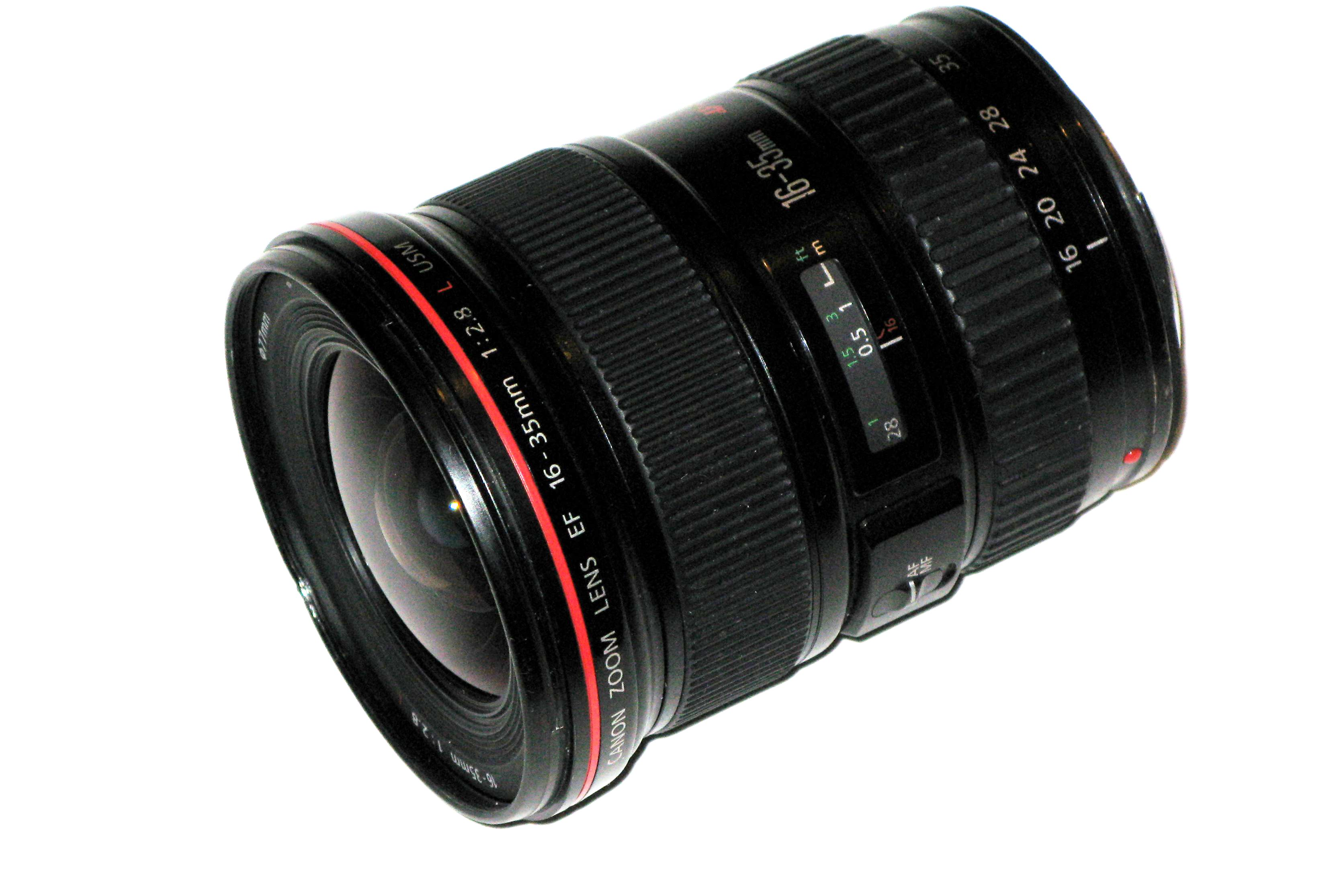
16-35 F2.8 L lens
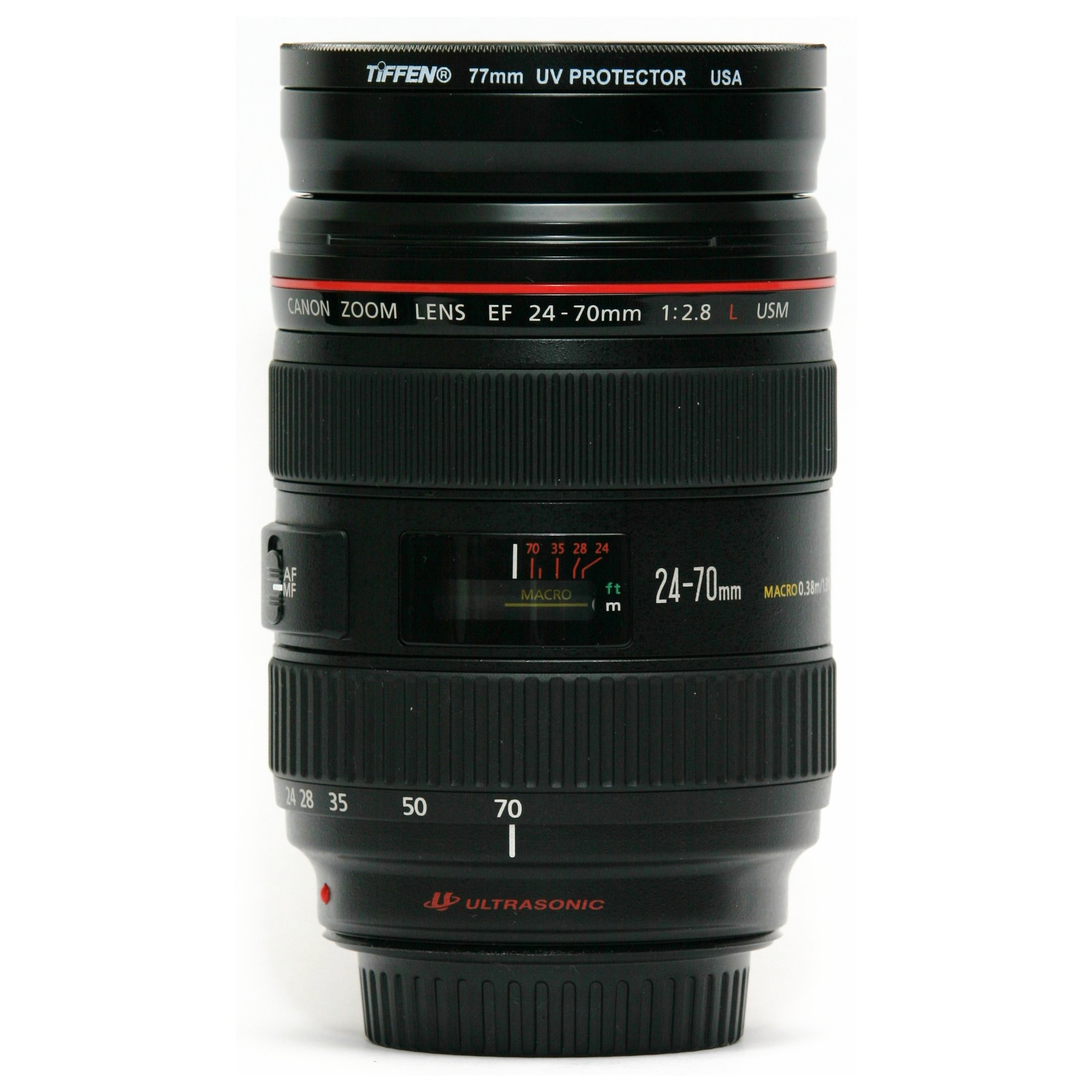
24-70 F2.8 L lens
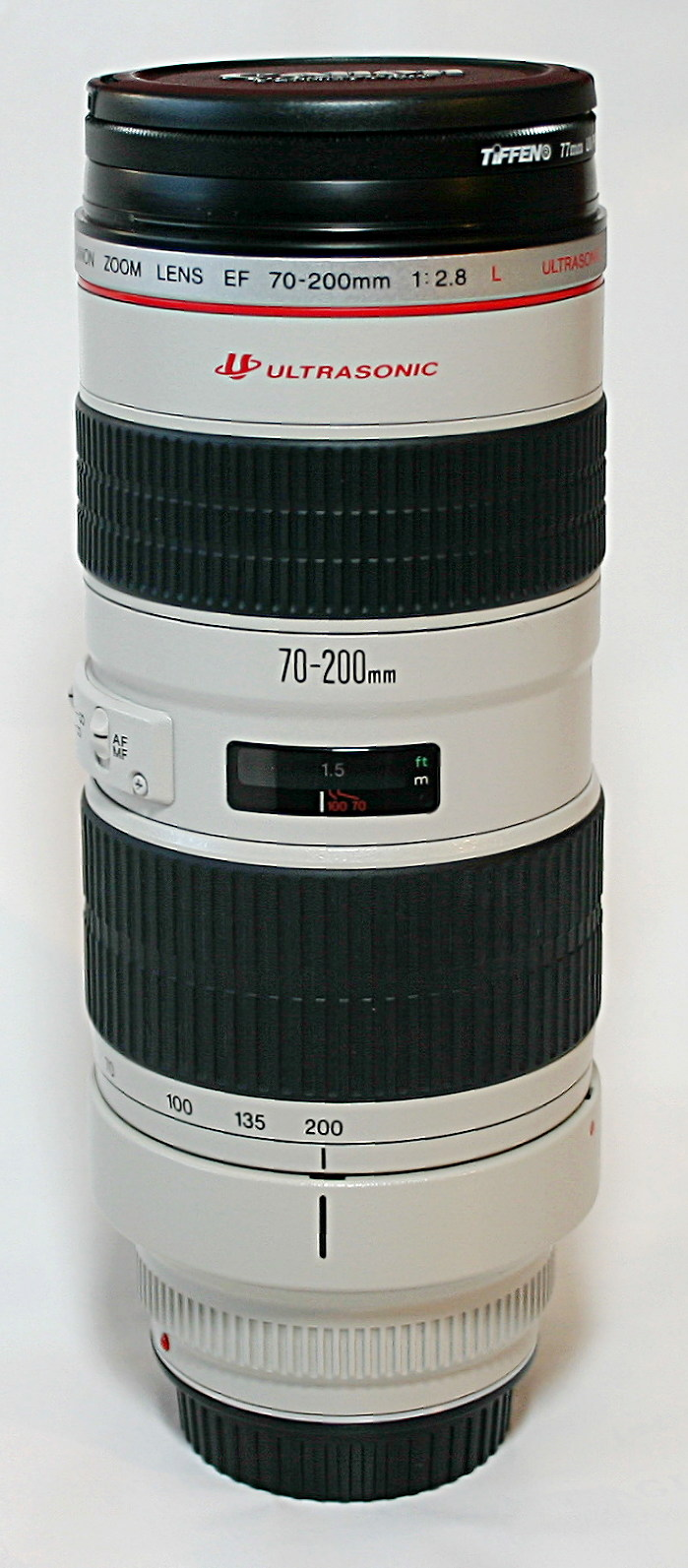
70-200mm F2.8 L lens
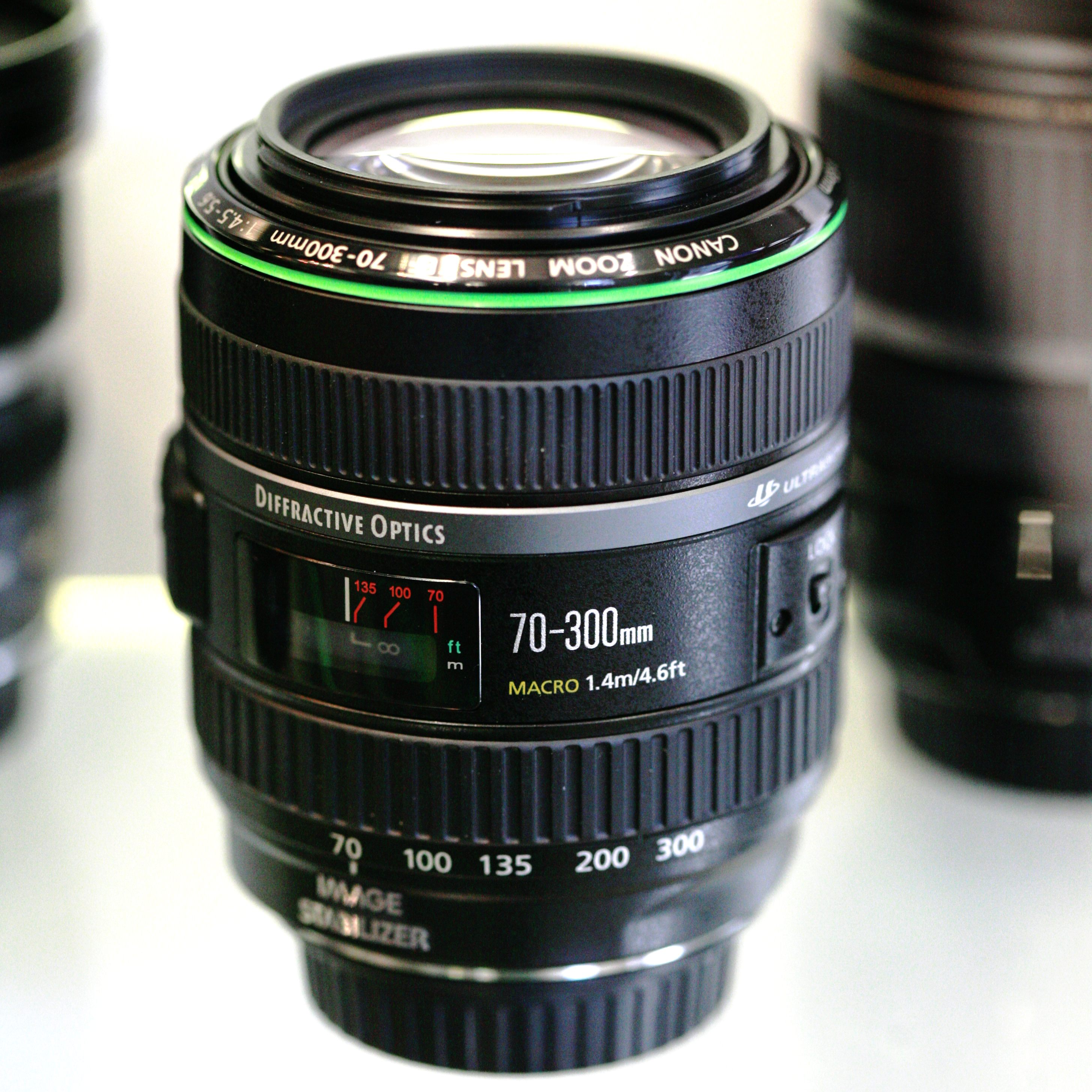
70-300mm F4.5-5.6 IS DO lens